# Caroserie

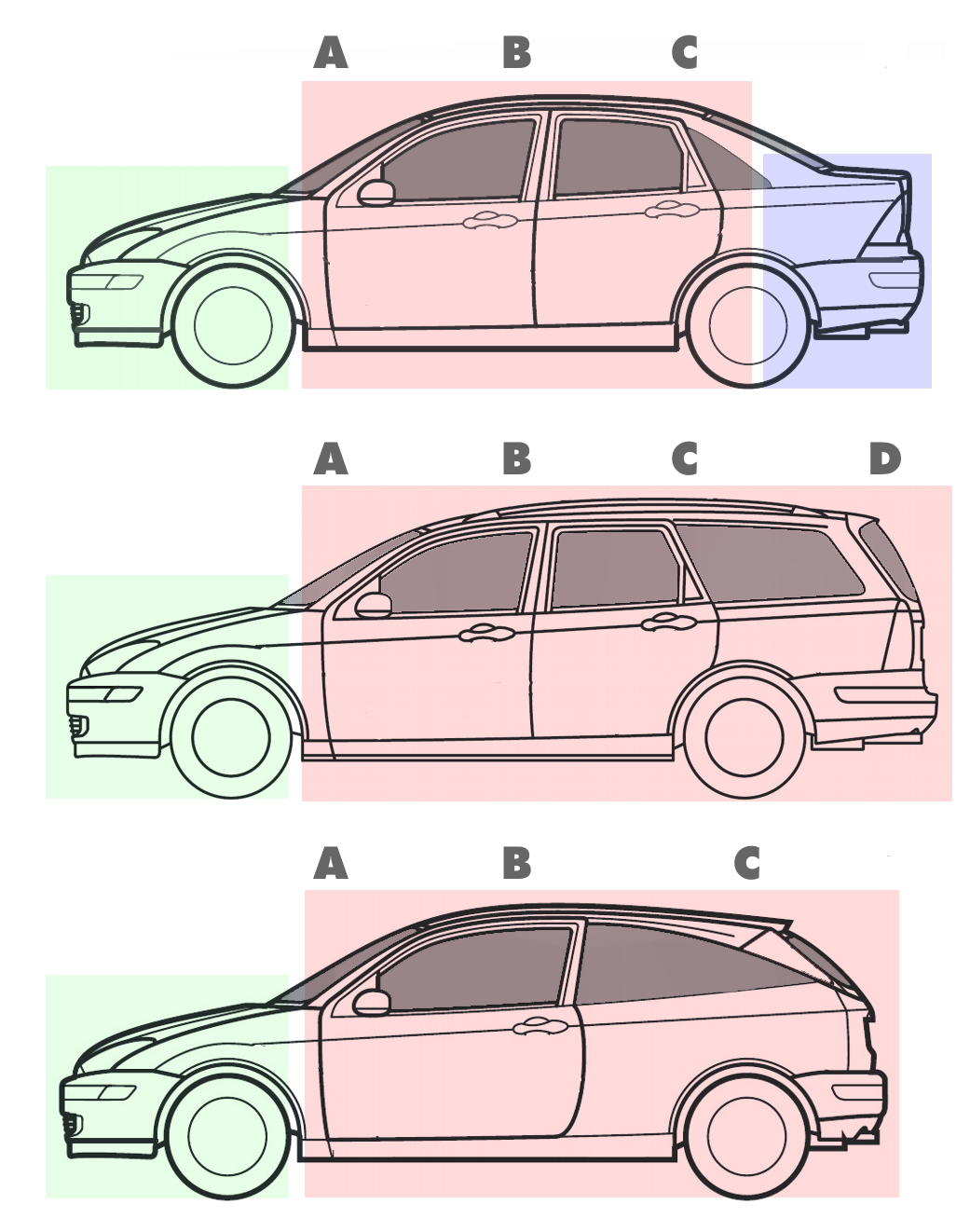
Sedan (cu 3 volume), break (cu 2 volume) și hatchback (cu 2 volume).

Caroseria este o componentă  principală a automobilului montată  în partea superioară a acestuia ca suport pentru transportul persoanelor, pentru încărcătură sau pentru utilajele de lucru montate pe automobil. În general caroseria mai are și rolul de a separa incărcătura, utilajele sau persoanele transportate de restul automobilului și de mediul înconjurător, pentru siguranță.

## Clasificarea caroseriilor
După destinație există  următoarele clase de caroserii
1. Caroserii de autoturisme
2. Caroserii de autobuze
3. Caroserii de camioane
4. Caroserii speciale

După modul de preluare a eforturilor există următoarele categorii
1. Caroserie neportantă - nu preia forțele mișcării mașinii
2. Caroserie semiportantă - preia parțial eforturile din mișcare
3. Caroserie autoportantă - preia integral forțele miscării

După formă și funcționalitate
- tipurile care definesc silueta generală a unui automobil:
  - monovolum,
  - bicorp,
  - tricorp.

- tipuri de caroserie definite de standardul ISO:
  - berlină,
  - break,
  - limuzină,
  - coupé,
  - berlină decapotabilă, cabriolet (în engleză landaulet)
  - roadster.

- definiții mai specifice, aceste caroserii sunt subtipuri sau combinații ale tipurilor principale
  - coupéspace,
  - coupé cabriolet,
  - targa,
  - ludospace,
  - monovolum,
  - monovolum compact,
  - minispace,

## Caroseria autoportantă
Caroseria autoportantă este caroseria care preia total acțiunea forțelor rezultate din mișcarea mașinii pe care este montată. Constructiv, face corp comun cu cadrul automobilului.

## Caroseria semiportantă
Caroseria semiportantă este caroseria care preia în parte eforturile mecanice ale mișcării automobilului. Prin construcție podeaua caroseriei este fixată rigid de cadru prin buloane, nituri sau sudură.

## Caroseria neportantă
Caroseria neportantă este acel tip de caroserie care nu preia eforturile rezultate din mișcarea mașinii pe care este montată. Constructiv, caroseria neportantă este separată de cadru fiind fixată elastic pe acesta. Toate tipurile de eforturi sunt preluate de cadru, mișcările fiind amortizate de suspensie.